# فیبل ۲
فیبل ۲ (انگلیسی: Fable II) یک بازی ویدئویی در سبک نقش‌آفرینی اکشن است که توسط لاین‌هد استودیوز توسعه یافته و به‌وسیلهٔ استودیو مایکروسافت و در سال ۲۰۰۸ منتشر شد. «فیبل ۲» در پلت‌فرم ایکس‌باکس ۳۶۰ منتشر شده است.